# Fritz Schaper
Hugo Wilhelm Fritz (Friedrich) Schaper (Alsleben, 31 luglio 1841 – Berlino, 29 novembre 1919) è stato uno scultore tedesco della fine del XIX secolo e un rappresentante della scuola di scultura di Berlino.

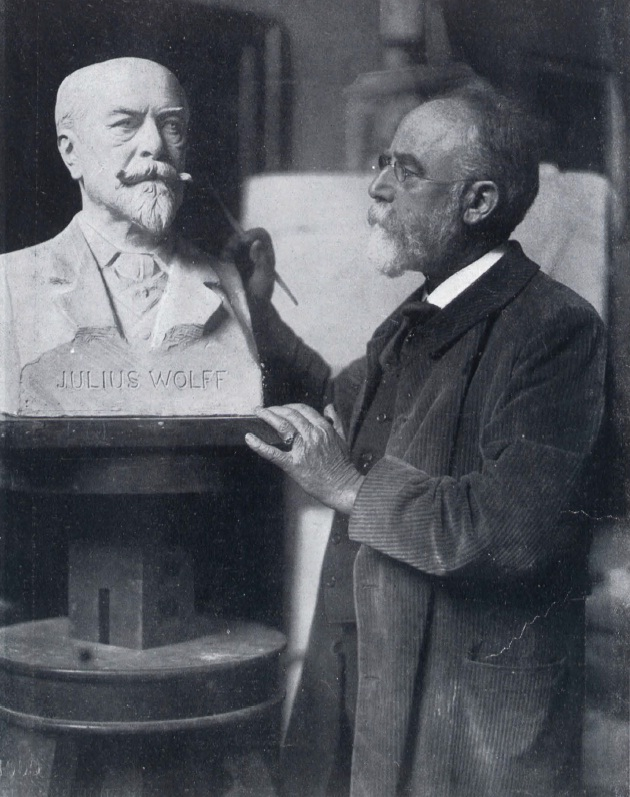
Fritz Schaper nel suo studio con un busto di Julius Wolff, foto di Marta Wolff (1909)

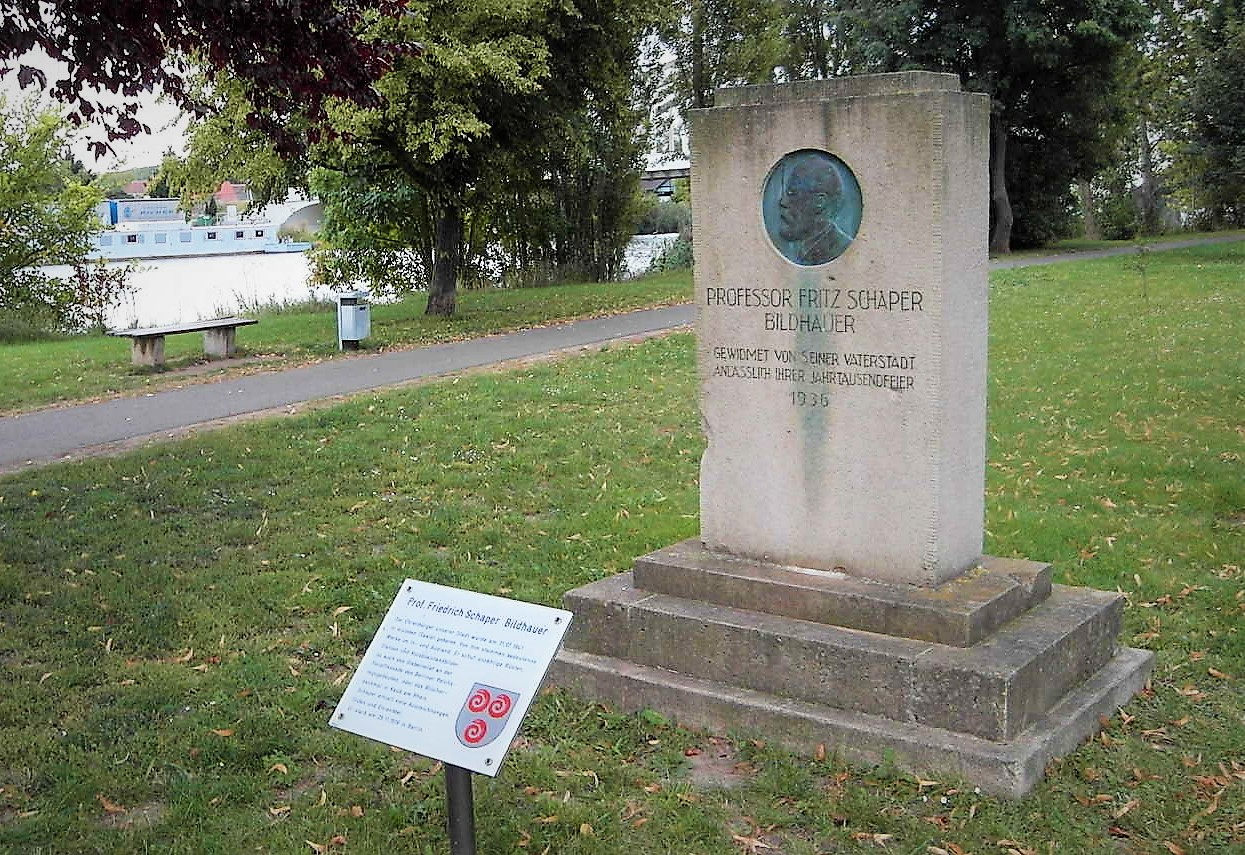
Il professor Fritz Schaper, scultore - dedicato dalla sua città natale Alsleben nel 1936

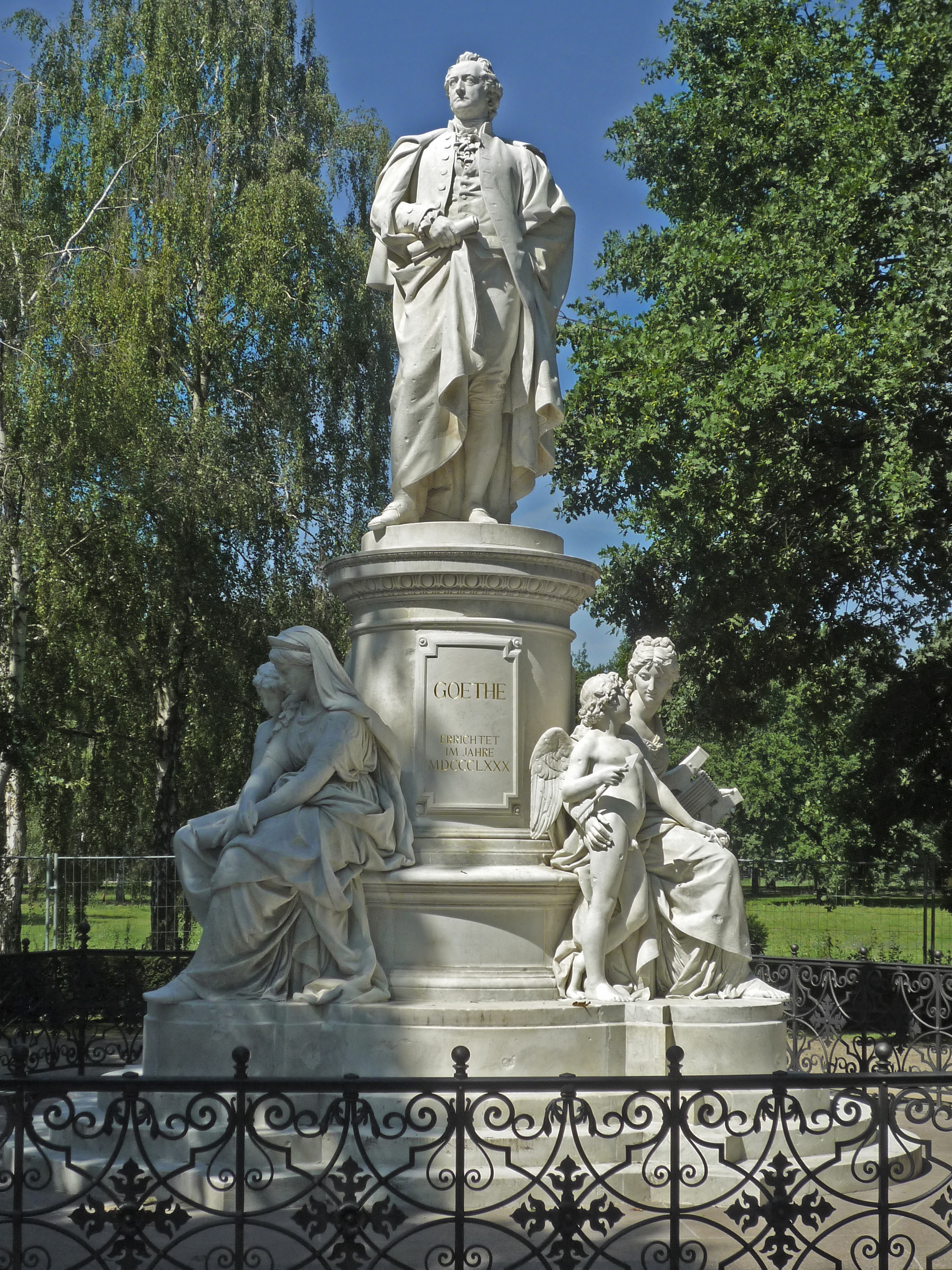
Monumento a Goethe nel Tiergarten di Berlino, 1880

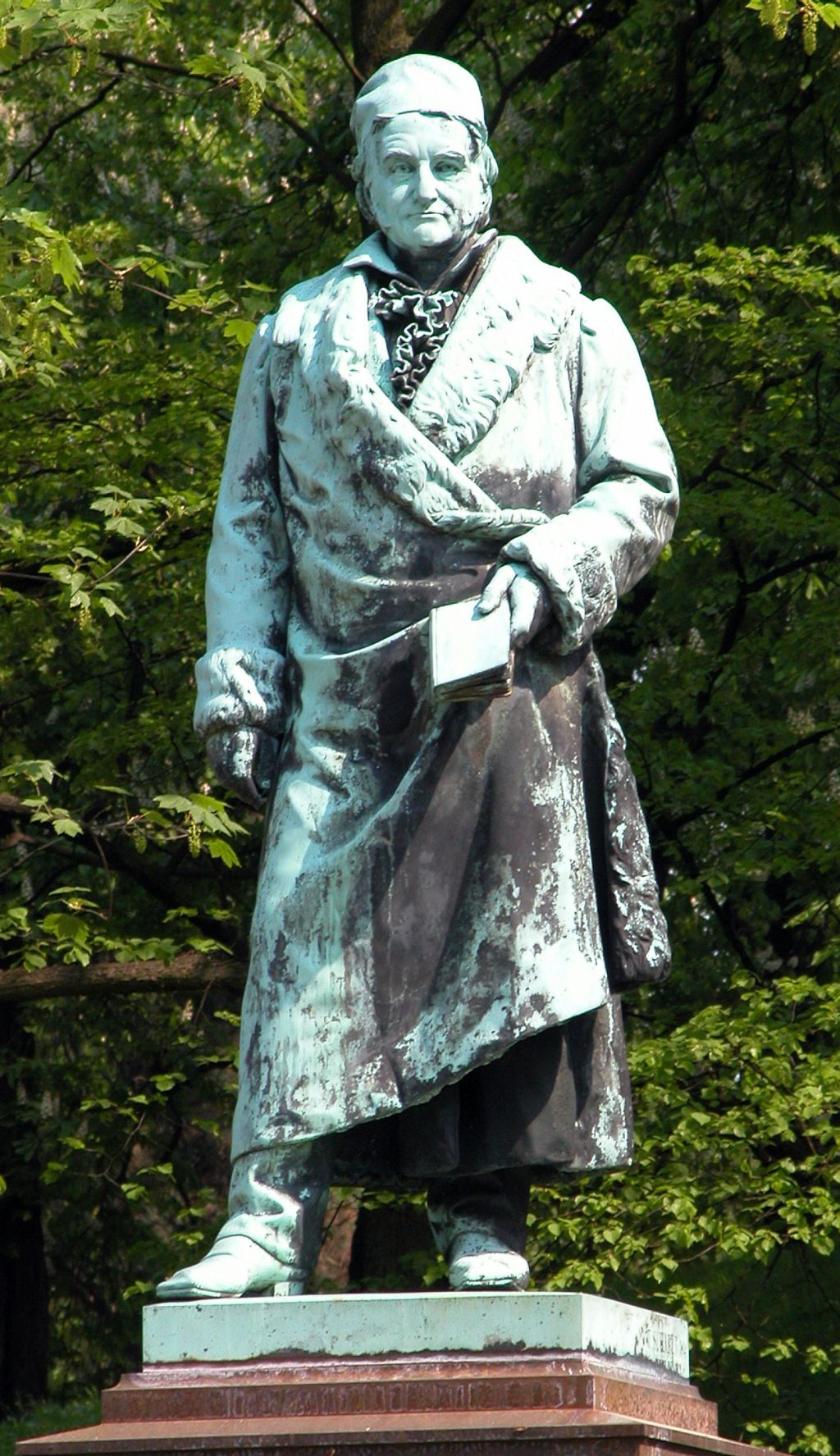
Statua di Gauss a Braunschweig

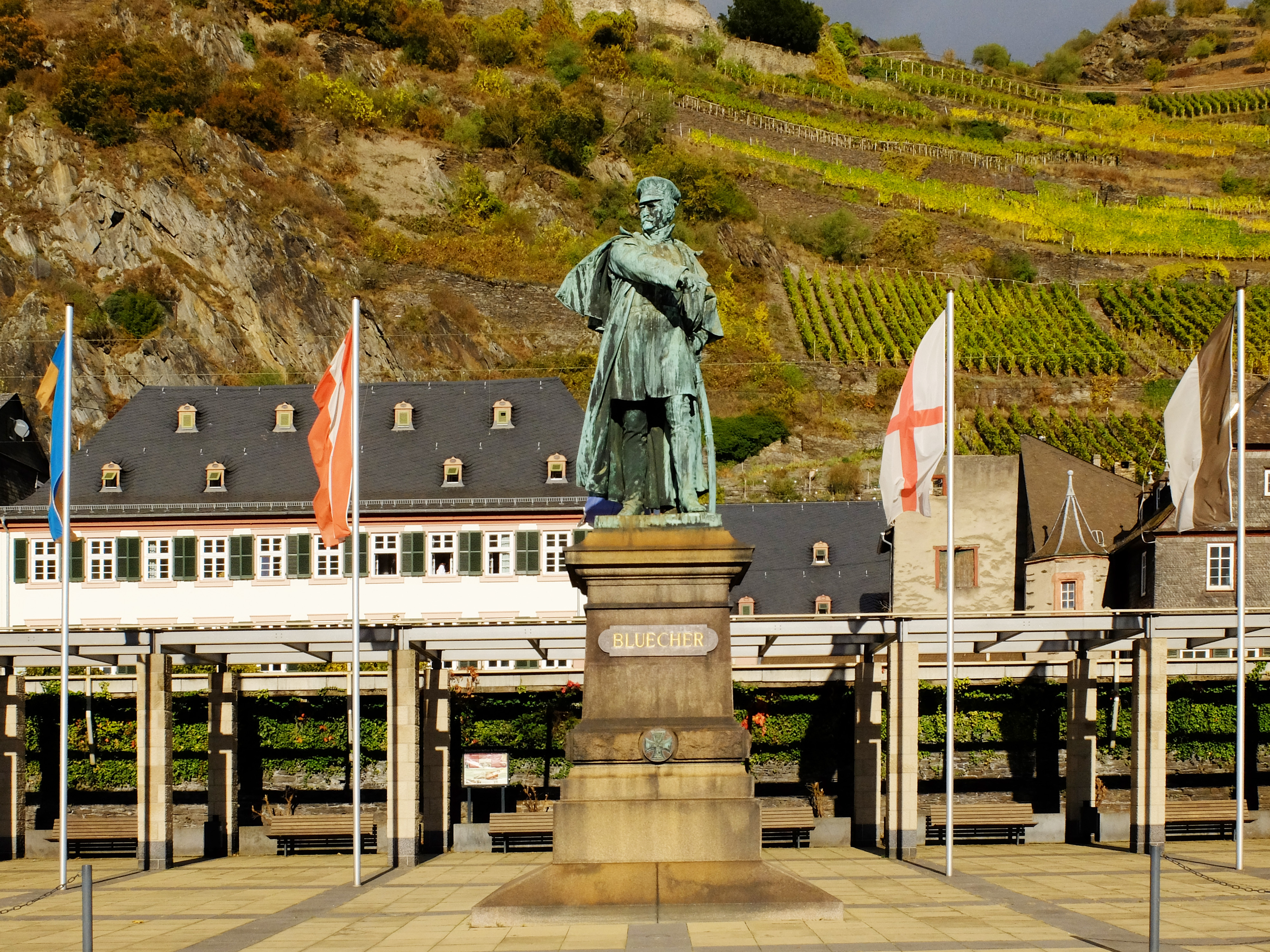
Monumento a Blücher a Kaub am Rhein, 1894

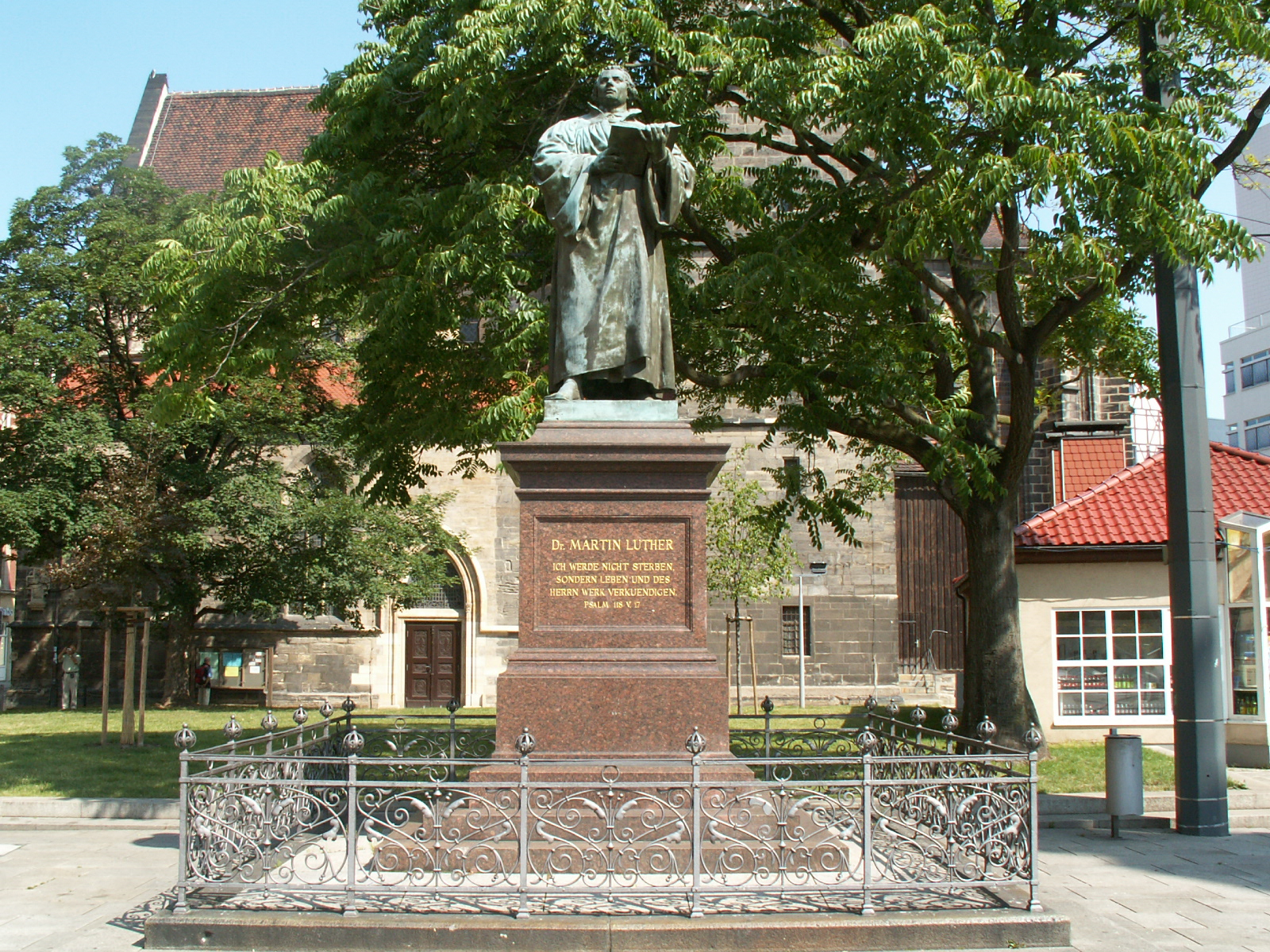
Monumento a Lutero a Erfurt

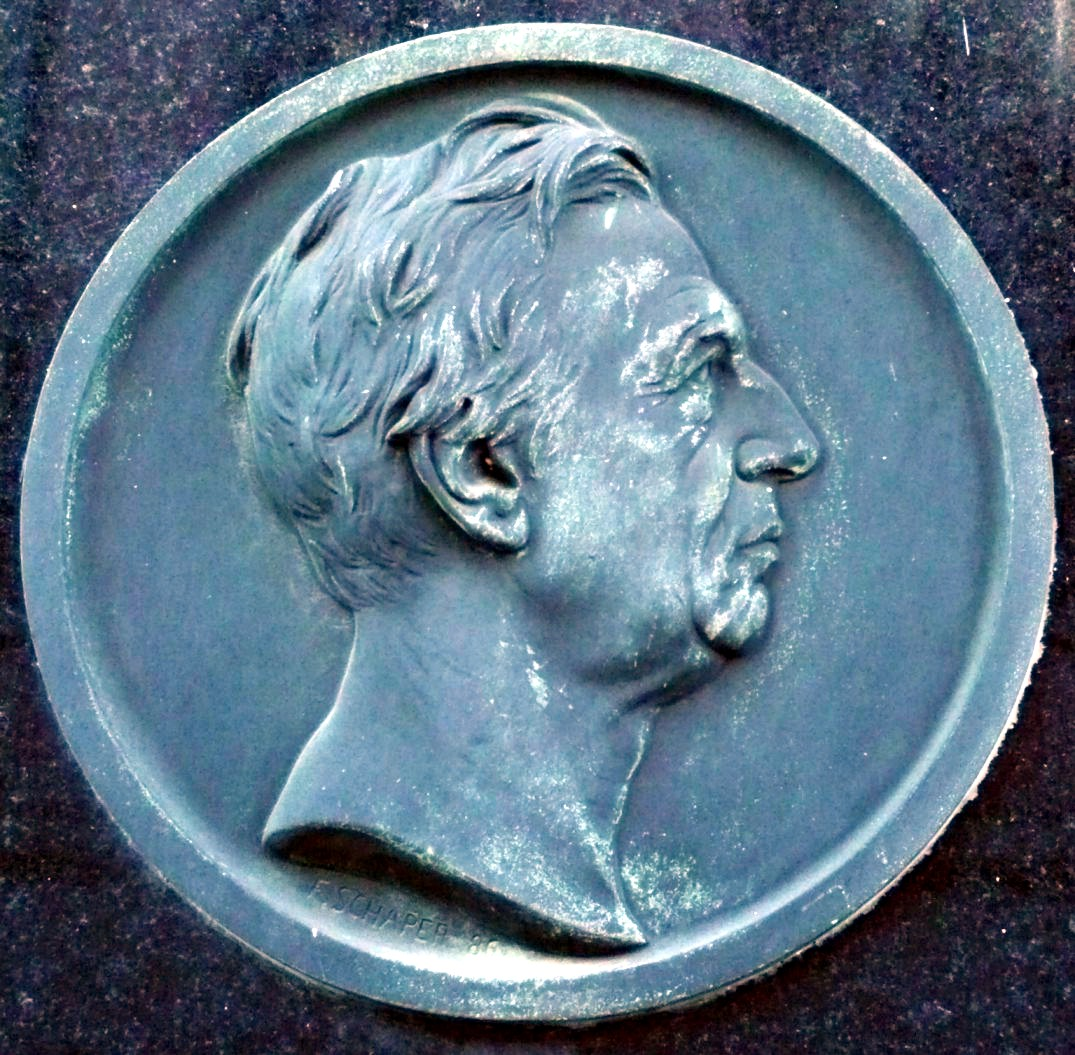
Ritratto in rilievo di Eduard Grell, 1886

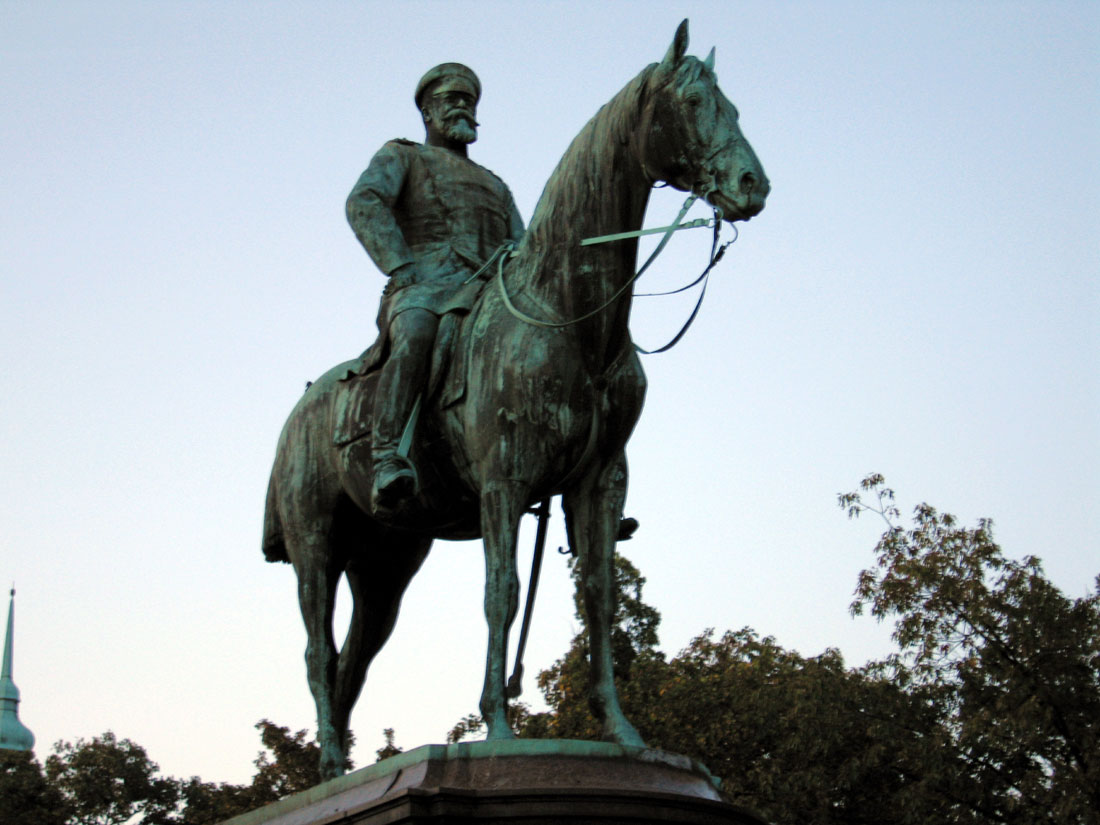
Statua equestre del Granduca Ludovico IV a Darmstadt, 1898

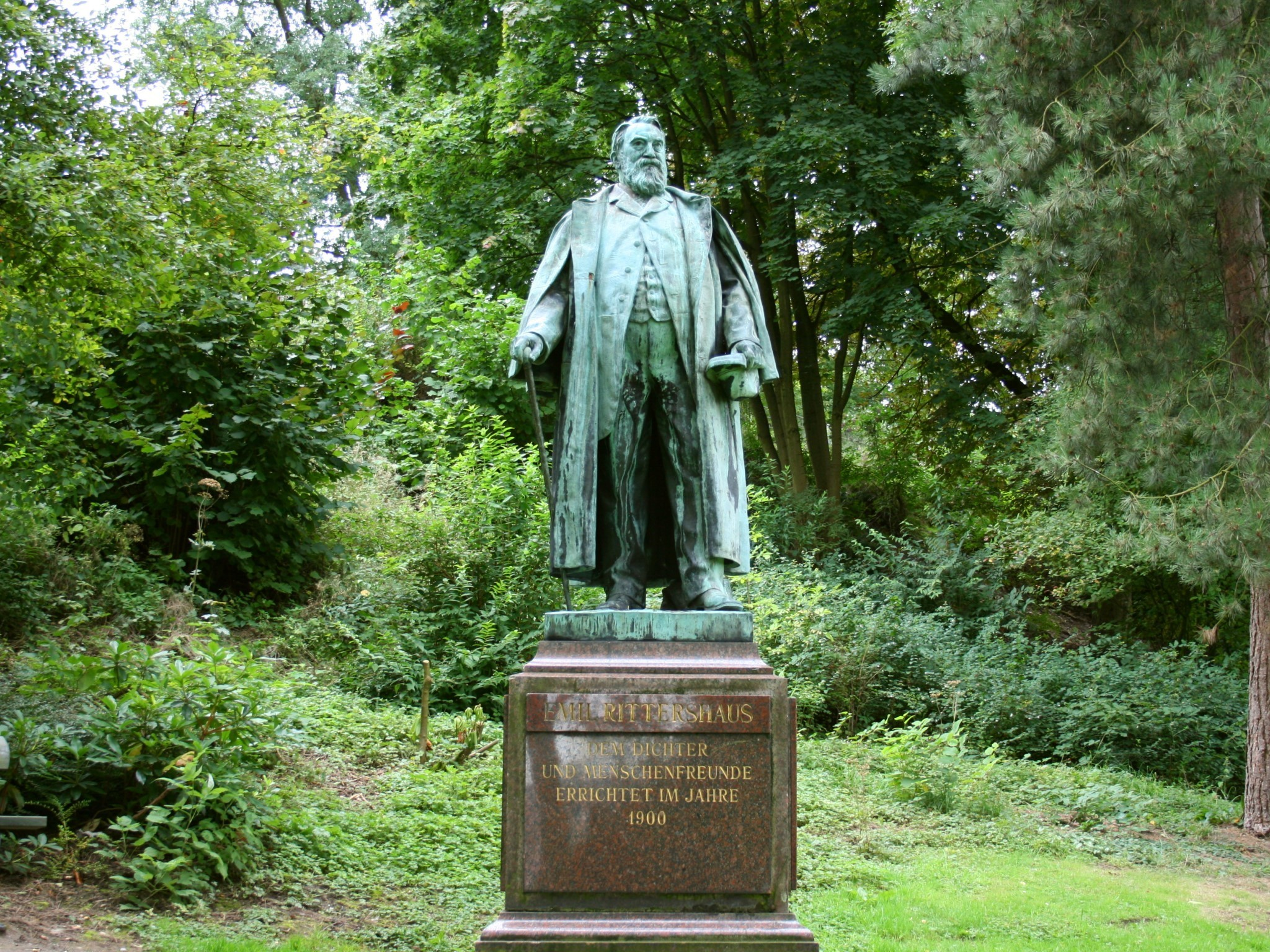
Monumento a Rittershaus a Wuppertal

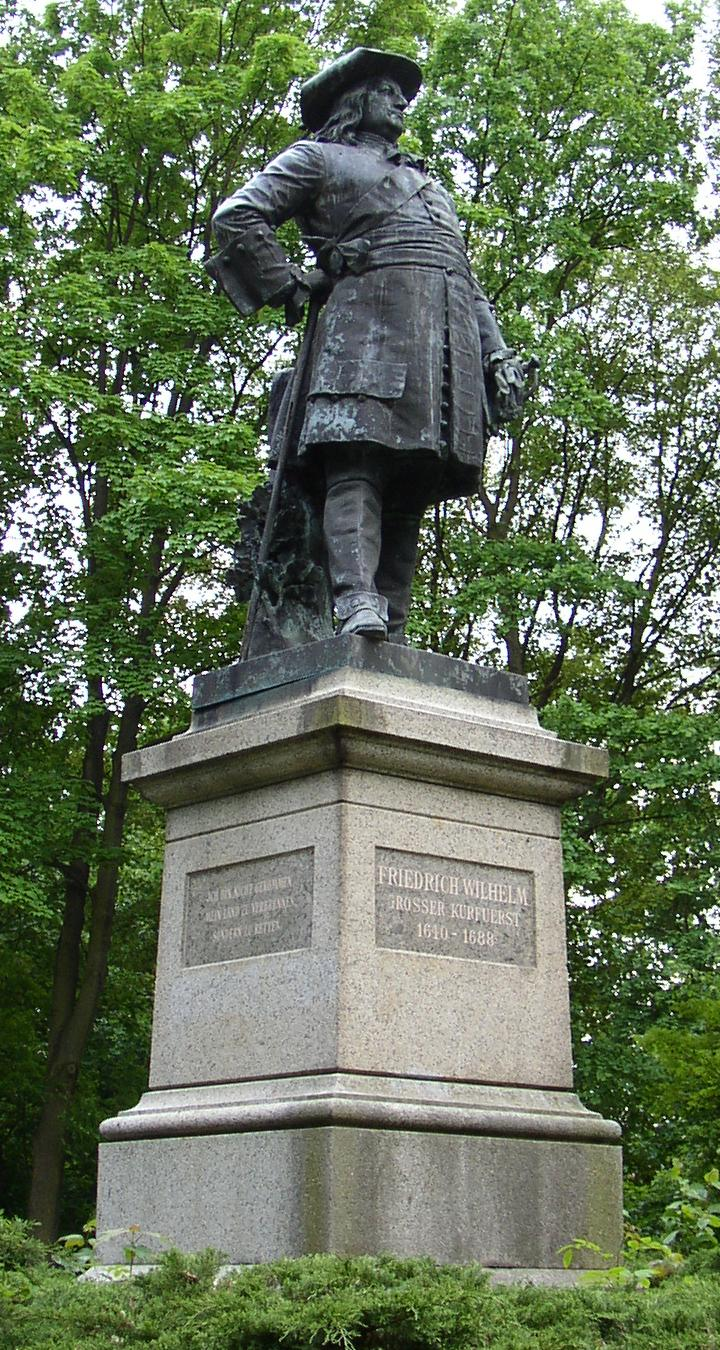
Monumento al Grande Elettore a Fehrbellin, 1902

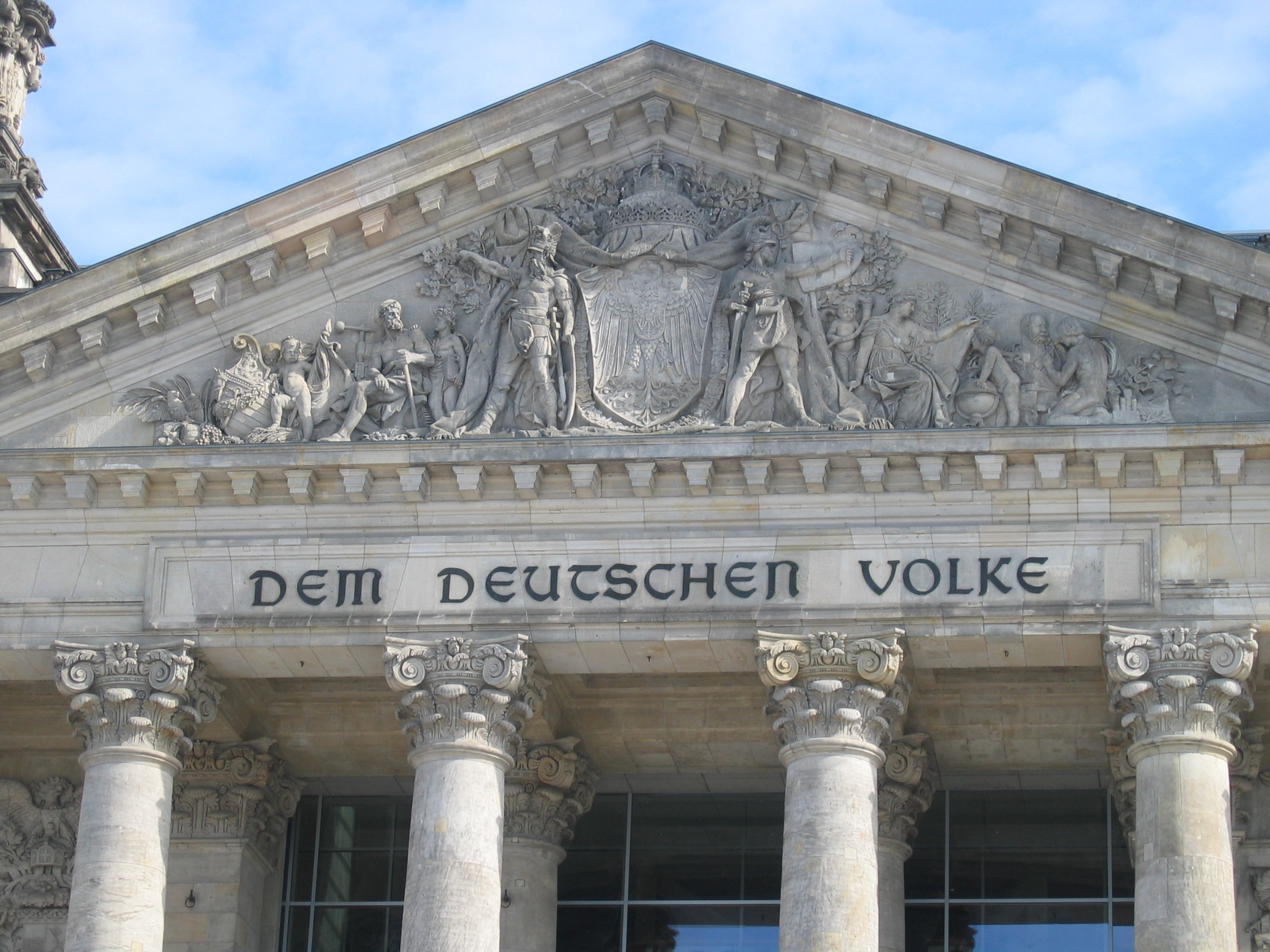
Timpano del Reichstag, rilievo di Fritz Schaper e il lettering disegnato da Peter Behrens

Dal 1875 insegnò come capo dell'Aktsaal per la scultura e dal 1880 al 1890 come professore all'Accademia d'arte di Berlino.

## Biografia
Era il quarto figlio del pastore Friedrich Gottfried Peter Schaper e di sua moglie Antonie Heiligenstadt. Il 6 gennaio 1848, quando Fritz non aveva ancora 7 anni, suo padre morì e sua madre si trasferì ad Halle con i suoi sette figli. Già l'anno successivo, il 14 luglio 1849, morì anche lei e i bambini furono affidati a famiglie diverse. Fritz crebbe con Graf Kielmannsegg, prima in campagna e poi di nuovo ad Halle. Lì frequentò la scuola secondaria delle Fondazioni Francke. All'età di 15 anni lasciò e completò un apprendistato come scalpellino presso C.A. Merckel. Rivelò subito il suo talento e decise di diventare uno scultore.
Andò a Berlino nel 1859 per completare la sua formazione e frequentò l'Accademia d'arte di Berlino per due anni. Lì praticò, tra l'altro, il disegno anatomico e il disegno secondo l'antichità. Allo stesso tempo divenne allievo dello scultore Albert Wolff nel 1860. Come Wolff, che era stato amico e allievo di Christian Daniel Rauch, da poco scomparso, prese Rauch come modello per il suo ulteriore lavoro artistico. Nel giorno del suo ventitreesimo compleanno ricevette la sua eredità genitoriale, che gli diede una maggiore indipendenza finanziaria. Nel 1865/1866 realizzò la sua prima opera da indipendente, il gruppo in gesso Bacco e Arianna. Nel 1867 si recò all'Esposizione Universale di Parigi. Aprì quindi il suo primo studio in Großen Präsidentenstraße, ma presto si trasferì in Albrechtstraße. Nello stesso anno ricevette un ordine per un Borussia e due leoni per il monumento ai caduti di Halle, inaugurato nel 1872. All'inizio, tuttavia, mancavano ancora grandi ordini.
Negli anni '70 dell'Ottocento, partecipò spesso a concorsi di artisti. Un successo importante fu il 1º premio al concorso per il Monumento a Goethe di Berlino nel 1871, che gli fu commissionato di costruire due anni dopo e che fu inaugurato nel 1880 nel Großer Tiergarten. Nel 1875 divenne capo dell'Aktsaal per la scultura sotto Anton von Werner. Questa posizione gli fornì un reddito sicuro e un maggiore prestigio. Seguirono altre importanti commissioni, tra cui il Monumento a Bismarck a Colonia, il Monumento a Gauss a Braunschweig e il Monumento a Lessing ad Amburgo. In questo periodo creò anche i suoi primi busti.
Nel gennaio 1880 divenne membro dell'Accademia delle arti di Prussia e nel giugno dello stesso anno, il giorno dell'inaugurazione del monumento a Goethe, gli fu conferito il titolo di professore. L'anno successivo divenne membro del Senato dell'Accademia delle Arti e membro onorario dell'Accademia d'Arte di Dresda. Ricevette vari riconoscimenti come la Croce di Cavaliere dell'Ordine dell'Ordine del Falco bianco (1881), la Croce di Commendatore dell'Ordine della Corona di quercia (1882) e venne nominato Cavaliere dell'Ordine Prussiano Pour le Mérite (1884). La popolarità di Schaper come scultore crebbe e ricevette sempre più commissioni dirette senza prima doversi affermare contro i concorrenti. Realizzò numerosi busti per privati e istituzioni. Nel 1884 il suo memoriale ad August von Goeben fu inaugurato a Coblenza e nel 1889 il suo primo monumento agli imprenditori, il memoriale di Alfred Krupp alla Marktkirche di Essen.
Nel 1890 lasciò il posto di insegnante e si trasferì a casa sua con uno studio in Buchenstraße. L'anno successivo sposò Helene Rittershaus, figlia del poeta Emil Rittershaus. Dal matrimonio nacquero quattro figli: Hedwig (1892-1925), Eva (1893-1977), Wolfgang (1895-1930) e Dorothea (1897-1985). Gli ultimi due furono in seguito attivi anche come scultori.
Nel 1890 ricevette, tra molte altre commissioni, alcune che richiedevano per la prima volta l'approvazione imperiale. Tra l'altro realizzò otto monumenti raffiguranti personaggi principeschi. Anche il rilievo del frontone in arenaria sulla facciata principale dell'edificio del Reichstag (1891-1893) è un'opera importante di questo suo periodo creativo.
Il XX secolo iniziò per Schaper con una grave crisi psicologica e depressiva, che lo costrinse a rimanere nel sanatorio di Bellevue nel 1900. Negli anni successivi sorsero problemi di salute e la sua attività artistica diminuì. Nel 1901 ricevette una grande medaglia d'oro alla Grande Esposizione d'Arte di Berlino. Viaggiò in Italia (1901), Sicilia (1906) e America (1907). Nel 1903 ricevette un'ultima commissione imperiale, la vecchia caccia ai bisonti tedeschi per il Tiergarten di Berlino. Nel 1905 fu rieletto Senatore dell'Accademia delle Arti e ricevette due premi, l'Ordine dell'Aquila rossa di II Classe con foglie di quercia per il monumento al Grande Elettore e l'Ordine della Corona di Prussia di II Classe con una stella da Johann von Küstrin. Nel periodo successivo realizzò principalmente busti e meno monumenti.
Negli anni 1910 si rivolse sempre più alla scultura tombale. Poche settimane dopo l'inizio della prima guerra mondiale, suo figlio Wolfgang fu gravemente ferito sul fronte occidentale, rendendo necessaria l'amputazione di una gamba. Ciò mise a dura prova Schaper negli anni successivi e sopraggiunsero anche disturbi motori alla mano destra, di cui soffrì dal 1915, e l'inizio della cecità. Il più delle volte istruiva i suoi assistenti solo nella scultura e apportava le correzioni finali. Morì nel 1919 all'età di 78 anni.
Schaper è stato uno dei firmatari del Manifesto dei Novantatré il 4 ottobre 1914.
Il gioielliere di corte Hugo Schaper, che fece, tra l'altro, la corona dell'Imperatore Guglielmo II, era fratello di Fritz Schaper. La sondaggista Elisabeth Noelle-Neumann era una nipote di Fritz Schaper. A lui fu dedicata una tomba onoraria a Berlino nel cimitero IV della parrocchia di Gerusalemme e Nuova Chiesa sulla Bergmannstrasse a Kreuzberg.

## Onorificenze
- 1881: Croce di Cavaliere della Casa Sassonia-Weimar Ordine del Falco bianco
- 1882: Ordine prussiano dell'Aquila rossa
- 1884: Ordine Pour le Mérite per le scienze e le arti (Vicecancelliere 1905, Cancelliere 1915)
- 1901: Grande Medaglia d'Oro della Grande Esposizione d'Arte di Berlino
- 1905: Ordine prussiano dell'Aquila Rossa di II classe con foglie di quercia
- 1905: Ordine della Corona di Prussia con stella di II classe
- 1936: Monumento e cittadinanza onoraria della sua città natale di Alsleben

## Opere
- Amburgo: Monumento a Lessing sul Gänsemarkt
- Aquisgrana: Statua equestre dell'imperatore Guglielmo I, 1901
- Berlino:
  - Preußische Madonna
  - gruppo 25 nella Siegesallee di Berlino nel Tiergarten con la statua centrale del Grande Elettore Frederick Wilhelm e i busti secondari del feldmaresciallo Georg von Derfflinger e del presidente del Consiglio di Stato privato Otto Freiherr von Schwerin, eretto nel 1901, nel 1938 spostato nella Grosse Sternallee, dal 1978 al 2009 nel Berliner Lapidarium, dal maggio 2009 nella Cittadella di Spandau
  - Figura in piedi del Grande Elettore all'età della sua ascesa al trono nella Sala Bianca del Palazzo di Città; distrutto
  - Figura seduta dell'Imperatrice Augusta eretta nel 1895 sul Forum Fridericianum davanti alla Biblioteca Reale, trasferita nel parco di Palazzo Monbijou nel 1928; distrutta nel corso della seconda guerra mondiale.
  - Statua di Otto von Bismarck nel Deutsches Historisches Museum
  - Statua di Cristo per il Duomo di Berlino
  - Statua di Cristo per la Kaiser-Wilhelm-Gedächtniskirche
  - Altgermanische Büffeljagd per il Tiergarten
  - Monumento a Goethe nel Tiergarten (1880)[8]
  - Busto di Ernst Küster (1839–1930), ca. 1907
  - Altorilievo (bronzo) di Eduard Grell in Poststraße 12, 1886
  - Busto in bronzo dell'architetto Hermann Wentzel (1820–1889)
  - Tondo con ritratto in rilievo sulla tomba del ministro prussiano e consigliere privato Max Siegfried Borchardt (1815–1880) nel cimitero delle comunità di Dorotheenstadt e Friedrichswerder, Chausseestraße 126
  - Tondi con ritratti in rilievo di Caroline (1817–1884) e Heinrich von Sybel (1817–1895) sulla loro tomba nella Alten St.-Matthäus-Kirchhof in Großgörschenstraße
  - Tondo con ritratto in bronzo a rilievo sulla lapide del compositore, direttore d'orchestra e teorico musicale Martin Blumner (1827–1901) nel Cimitero I della Comunità della Trinità a Kreuzberg
  - Monumento a Friedrich Schleiermacher (busto) 1893
- Bielefeld: Statua del Grande Elettore sullo Sparrenburg, 1900
- Bochum: Monumento a Louis Baare, 1899
- Braunschweig: Statua di Carl Friedrich Gauss, 1880
- Breslavia: Statua del Grande Elettore
sul modello della Siegesallee di Berlino, dotazione privata del Kaiser, 1901 nella caserma del Reggimento Corazzati Personale "Grande Elettore" (Slesia) n. 1
- Coblenza: Monumento a Goeben, 1884
- Colonia: Monumento a Bismarck in Augustinerplatz, 1879
- Darmstadt: Statua di Ludwig IV. (Hessen-Darmstadt), 1898
- Dresda: Tomba della famiglia von Schmeling, Johannisfriedhof, 1906
- Düsseldorf: Monumento tombale a Nordfriedhof, 1917[9]
- Emden: Statua del Grande Elettore
- Erfurt: Monumento a Lutero, 1889
- Essen: Monumento a Alfred Krupp alla Marktkirche, 1889
- Fehrbellin: Statua in bronzo del Grande Elettore
Il monumento fu eretto su un piedistallo di granito grigio sul Kanonenberg e inaugurato il 18 ottobre 1902. La fusione in bronzo è stata realizzata da Hermann Gladenbeck e figlio a Friedrichshagen
- Gheldria: Statua di Kaiser-Wilhelm-I, 1913
- Gießen:
  - Liebigdenkmal, 1890'
  - Monumento funerario della famiglia Mahla-Gail
- Halle:
  - Monumento a Robert Franz, 1903
  - Busto in bronzo dell'avvocato e co-fondatore dell'Università di Halle Christian Thomasius nella tromba delle scale dell'edificio principale dell'università
  - Fontana su Marktplatz, 1878
- Helgoland: Statua di Hoffmann von Fallersleben, 1892
- Kaub: Statua di Blücher in Rheinanlagen, 1894
- Kiel: Busto di Carl Loewe
- Küstrin: Statua del Johann von Küstrin
- Löbejün: Busto di Carl Loewe
- Lubecca: Busto marmoreo di Ernst Curtius, 1887
- Lutherstadt Eisleben: Monumento al Kaiser Friedrich, 1891
- Mönchengladbach: Monumento a Bismarck, 1899
- Neunkirchen: Monumento a Carl Ferdinand von Stumm-Halberg, 1902
- Pillau: Statua di Großen Kurfürsten
- Prenzlau: Obelisco a Wilhelm Grabow
- Venezia: Busto di Richard Wagner, 1906–1908
- Weißenfels: Busto in marmo proveniente dal monumento funerario di Novalis, 1901
- Wuppertal: Statua di Emil Rittershaus, 1899/1900